# João de Benjamim Pinto

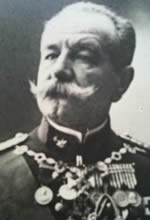
João Benjamim Pinto, Conde de Vialonga

João de Benjamim Pinto ComC • ComA • OSE (Lisboa, Santa Justa, 31 de Março de 1851 - Lisboa, São Mamede, 18 de Agosto de 1914), 1.º Conde de Vialonga, foi um Fidalgo da Casa Real e um General do Exercito português. 

## Família
Filho natural reconhecido e legitimado do bispo e político liberal D. João de Deus Antunes Pinto e de sua prima Carolina de Benjamim Pinto, pertencia à familia dos Pintos de Oleiros, um ramo dos Pintos da Torre da Lagariça, tronco desta familia.

## Biografia
Oficial-Mor da Casa Real, Oficial General de Artilharia, Moço Fidalgo da Casa Real com exercício no Paço, Oficial às Ordens dos Reis D. Luís I de Portugal e D. Carlos I de Portugal, Ajudante-de-Campo Honorário do Rei D. Manuel II de Portugal, Vedor da Casa Real e da Rainha D. Maria Pia de Saboia. Senhor da Quinta das Maduras, em Vialonga, teve, entre outras condecorações e louvores, a Grã-Cruz das ordens de São Maurício e São Lázaro (Itália), do Mérito Militar de Espanha e de Francisco José de Áustria; Grande Oficial das ordens da Coroa de Itália e de Alberto de Saxe; Comendador das ordens de Aviz, de Cristo e de Número de Isabel a Católica; Oficial das ordens de Santiago, de Hohenzollern-Sigmaringen e de Leopoldo da Bélgica, Cruz de Ferro de Áustria e Cruz de Cavaleiro da Espada da Suécia, etc.etc.
Por petição da Rainha D. Maria Pia de Saboia foi agraciado a 21 de Abril de 1903, pelo Rei D. Carlos I de Portugal, com o título de 1.º Conde de Vialonga, título que não usou nem registou. Em 1911, após a Implantação da República Portuguesa, durante o exílio em Nápoles, onde acompanhou fielmente a Rainha D. Maria Pia de Saboia e o Infante D. Afonso de Bragança, Duque do Porto, o Rei Vítor Emanuel III da Itália confirmou-lhe, de novo, o título de 1.º Conde de Vialonga pela sua profunda lealdade à Rainha D. Maria Pia de Saboia, sua tia.
Faleceu em Lisboa, após o seu regresso do exílio em Nápoles.

## Casamento e descendência
Casou com Sofia Anaiz Gomes (Porto, Cedofeita, 16 de Outubro de 1860 - 31 de Agosto de 1925), filha de João da Silva Gomes e de sua mulher Emília Anaiz, e teve duas filhas e um filho: 
- Judite de Benjamim Pinto (Lisboa, Mercês, 7 de Fevereiro de 1885 - Lisboa, 1953), solteira e sem geração
- Gastão de Benjamim Pinto (Lisboa, Mercês, 4 de Julho/Setembro de 1886 - Lisboa, Janeiro de 1976), que em Monarquia seria Representante do Título de Conde de Vialonga. A 4 de Julho de 1966, o Rei Humberto de Itália, confirma-lhe o título de 2º Conde Vialonga (em Itália)
- Beatriz de Benjamim Pinto (Lisboa, Mercês, 27 de Setembro de 1889 - Lisboa, 9 de Fevereiro de 1961), casada em Lisboa a 20 de Janeiro de 1920 com Augusto de Vasconcelos Gonçalves (Lisboa, Santos-o-Velho, 28 de Abril de 1874 - Lisboa, 7 de Outubro de 1930), com geração (Pinto-Gonçalves), sendo 3º Conde de Vialonga , Luis Botelho de Moraes Sarmento Pinto-Gonçalves, por sentença executiva proferida em 17 de Junho de 2019, pelo Tribunal da Relação de Bolonha, e confirmada pelo Tribunal da Relação de Lisboa, bisneto do 1º Conde.